# Coryphaenoides boops
Coryphaenoides boops är en fiskart som först beskrevs av Garman, 1899.  Coryphaenoides boops ingår i släktet Coryphaenoides och familjen skolästfiskar. Inga underarter finns listade i Catalogue of Life.